# 헤르베르투스 왕조
헤르베르투스 왕조 또는 헤르베르터 왕조(Herbertien dynasty) 또는 헤르베르티드(Herbertides)는 프랑크 왕국과 프랑스의 귀족 가문으로, 카롤링거 왕조의 분가였다. 피핀이 베르망두아 백작에 임명된 이후 13세기까지 가계가 이어졌다. 베르망두아 백작과 상리스, 페로네의 백작, 치니 백작직을 역임하였다."헤르베르티드"는 성씨가 아니라 "헤르베르트의 후예"라는 의미이다. 
피피노 카를로만의 아들인 베른하르트의 서자로서, 상리스, 페로네, 생캉탱과 발루아 등의 백작을 역임한 피핀을 시조로 한다. 가문의 명칭이 된 헤르베르터는 피핀의 아들 헤르베르트 1세에게서 유래하였다.

## 같이 보기
- 메로빙거 왕조
- 카롤링거 왕조